# بن ریچاردز-اورتون
بن ریچاردز-اورتون (انگلیسی: Ben Richards-Everton؛ زادهٔ ۱۷ اکتبر ۱۹۹۱) بازیکن فوتبال اهل بریتانیا است.
از باشگاه‌هایی که در آن بازی کرده‌است می‌توان به باشگاه فوتبال تاموورث و باشگاه فوتبال پاتریک تیسل اشاره کرد.
وی همچنین در تیم ملی فوتبال England C بازی کرده‌است.